# Chiara da Montefalco
Chiara da Montefalco, detta Chiara della Croce (Montefalco, 1268 – Montefalco, 17 agosto 1308), è stata una religiosa italiana.
Nel 1881 è stata canonizzata da papa Leone XIII, già vescovo di Perugia.

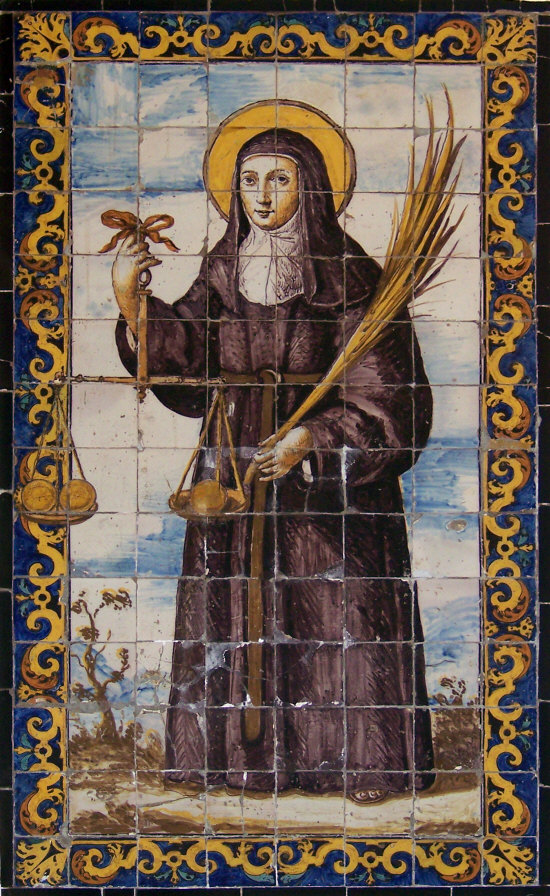
Dossale in maiolica di Clara da Montefalco (XVII sec. Siviglia)

## Biografia
Nacque da Damiano e Iacopa in una zona vicina al Castellare in prossimità della chiesa di San Giovanni Battista (concessa nel 1275 dal comune agli agostiniani e da questi ricostruita e dedicata a sant'Agostino) a  Montefalco, una piccola cittadina umbra che domina la valle umbra. Chiara aveva una sorella e un fratello maggiori, Giovanna e Francesco. Giovanna fondò, con l'aiuto economico del padre, il reclusorio di San Leonardo, di cui diventò la prima rettrice; le donne lì si ritiravano vivendo in reclusione e pregando, ispirandosi alla regola (ancora non pienamente riconosciuta al tempo) di Francesco d'Assisi.
La piccola Chiara restò segnata dall'esempio che la famiglia le propose e, all'età di sei anni, entrò nel reclusorio di Giovanna intitolato a San Leonardo, dove trascorse i successivi sette anni.

### Il monastero
Cresciuta la comunità, Giovanna e le donne del reclusorio si trasferirono sul colle di Santa Caterina del Bottaccio, non lontano dal luogo più antico, in un edificio ancora incompleto. Ma il nuovo insediamento, che sottintendeva la costruzione di un vero e proprio monastero, non venne accolto pacificamente in città. Affiancandosi ad altri tre conventi più antichi, uno francescano, un secondo agostiniano e un altro benedettino, il reclusorio di Giovanna venne ritenuto dannoso per Montefalco, perché andava ad aggiungersi alle altre comunità che già vivevano di elemosina, e quindi si tentò di convincere le donne a desistere dai loro progetti. Nel 1290 Giovanna chiese al vescovo di Spoleto di facilitare l'istituzionalizzazione della comunità, in seguito a cui verrà introdotta la regola di sant'Agostino, la quale, al contrario di quella francescana, era pienamente riconosciuta. Con il nuovo monastero della Santa Croce e di Santa Caterina d'Alessandria, vennero a fondersi i due momenti della storia di queste religiose: quello della vocazione eremitica, rappresentato dall'esperienza del reclusorio, con l'altro della regola monastica; Giovanna ne diventò badessa, rimanendo l'insediamento sotto la diretta giurisdizione del vescovo.
Chiara crebbe seguendo le sorti di questo luogo; soltanto in occasione della grande carestia del 1283, insieme a un'altra compagna, uscì dal reclusorio per la questua, ma dopo otto volte le venne impedito di continuare; da questo momento, fino alla morte, rimase isolata in clausura.

### Da Giovanna a Chiara
Dopo la morte di Giovanna, la sorella, nonostante la giovane età (23 anni), ne prese il posto. Chiara fu per le sue suore "madre, maestra e direttrice spirituale". Non lasciò scritti eppure, nonostante che la sua vita si dipani nella stretta osservanza della regola monastica, riuscì a mantenere un dialogo con il mondo fuori dal monastero. Personaggi illustri come i cardinali Giacomo e Pietro Colonna, Napoleone Orsini, il francescano Ubertino da Casale e tanti altri si rivolsero a Chiara per consigli in materia spirituale. Le sue parole sono state descritte come "un fuoco, da cui venivano illuminate, consolate ed accese le menti di tutti coloro che l'ascoltavano". Sapeva dunque parlare non solo alla gente comune, attirata dalla sua fama taumaturgica, ma anche a personaggi insigni, che ne ammiravano le virtù oratorie, considerate profetiche, e la sua intelligenza.

### Ultimi anni e morte
Nel 1307 Bentivegna da Gubbio, a capo del movimento dello "Spirito di Libertà", separatosi dai Fratelli del Libero Spirito, tentò di convincere Chiara ad unirsi al suo movimento spirituale, ma dopo una serie di discussioni e confronti, Chiara lo rinnegò denunciandolo e prodigandosi per farlo riconoscere colpevole come eretico, facendo condannare il frate e i suoi confratelli al carcere a vita.
Nel 1303 Chiara aveva promosso l'ampliamento del monastero e la costruzione della chiesa di Santa Croce con l'approvazione del vescovo di Spoleto, che inviò la prima pietra benedetta. È qui che, dopo cinque anni, nel 1308, ormai ammalata, volle essere trasportata per poi morirvi e trovarvi sepoltura.

## Culto
Dopo la sua morte il comune di Montefalco sentì l'esigenza di certificare l'esemplarità della vita di Chiara in un documento con le testimonianze di chi le fu più vicino. Con questo intento il suo corpo venne aperto alla ricerca di segni prodigiosi che potessero testimoniare quell'esemplarità che aveva espresso per tutta la vita: alla ricognizione della salma, nel suo cuore si trovarono dei segni a formare un crocifisso ed un flagello (si osservano oggi queste reliquie nella suddetta chiesa) e nella cistifellea tre globi, di eguale misura, peso e colore, disposti a forma di triangolo, interpretati come il simbolo della Trinità, il che venne considerato come il segno cercato. Testimone di questa ricognizione fu Berengario di Saint-Affrique, vicario del vescovo di Spoleto e futuro vescovo di Sutri, autore della prima biografia di Chiara.
La chiesa attuale del monastero di santa Chiara da Montefalco (ricostruita tra il 1615 e il 1643) custodisce il corpo incorrotto della Santa dentro un'urna d'argento massiccio. Ai lati, entro due nicchie aperte nel 1718, si conservano, come reliquie di Chiara, i segni rinvenuti durante l'autopsia. L'oggetto più suggestivo è probabilmente il busto reliquiario d'argento che la raffigura e contiene i resti del suo cuore; nell'altra nicchia si trova la croce reliquiario, contenente i tre globi di uguale grandezza che i devoti credono provenienti dalla cistifellea, e il crocifisso e il flagello, che secondo i devoti conservava nel cuore.
Con la morte di Giovanni XXII (1334) il processo di canonizzazione di Chiara subì una lunga interruzione. Fu ripreso soltanto nel XIX secolo per iniziativa di Pio IX e Chiara fu proclamata Santa da Leone XIII nel 1881.